# Guerra gòtica (430)
La guerra gòtica de l'any 430 va ser un conflicte bèl·lic ocorregut a l'Imperi Romà d'Occident. Va enfrontar a un grup de visigots liderat per Anaolso contra un exèrcit imperial dirigit per Aeci pel control de la ciutat d'Arles.

## Antecedents
L'any 429 els vàndals establerts a Hispània van creuar l'estret de Gibraltar i un nou i perillós front bèl·lic a l'Imperi occidental. Per a maig de 430 havien vençut a l'exèrcit romà en Calama i posat sota  setge la ciutat d'Hipona. El perill que suposava per a l'Imperi perdre les províncies més riques va fer que preparés l'enviament urgent de tropes des d'Itàlia. Això faria que els efectius presents a la Gàl·lia quedessin reduïts significativament, situació que es va agreujar per l'esclat d'un motí a Ravenna aquest mateix maig de 430 i perquè Aeci va haver de partir cap a Recia per fer front a una invasió d'alamans jutungs.

## Desenvolupament
Tal com havia passat altres vegades durant la història de l'Imperi, la situació de crisi militar va animar altres pobles bàrbars per atacar també. En aquest cas, van ser els visigots, que estaven establerts a Aquitània des de 418 i que ja havien intentat conquerir la ciutat d'Arles l'any 425 aprofitant una guerra civil romana.
Amb la Gàl·lia escassa de tropes i amb Aeci ocupat en un altre front, els visigots van veure l'oportunitat de tornar a atacar la ciutat portuària. No va ser una decisió del rei Teodoric I sinó d'un noble anomenat Anaolso qui va aconseguir aglutinar un grup suficient de seguidors per a emprendre la campanya. Al capdavant d'ells es va dirigir cap a Arles i la van posar sota setge. La ciutat va haver de resistir bé, tal com havia fet anys abans i la seva posició al costat del Roine va haver de permetre el seu proveïment.
Aeci va poder acabar a temps la campanya contra els jutungs i es va dirigir amb les seves tropes cap a Arles on va haver d'arribar al final de l'estiu. Al contrari del que va passar a l'anterior atac, els visigots no van fugir sinó que es van enfrontar a l'exèrcit romà prop de la ciutat en una batalla que es va saldar amb derrota i amb la captura del seu líder Anaolso.

## Conseqüències i esdeveniments posteriors
Després de la victòria romana, la regent Gal·la Placídia va acordar la renovació del tractat de foedus de 418 i es va mantenir la pau amb els visigots durant uns anys fins que, el 436 i aprofitant que Aeci es trobava lluitant contra els burgundis, aquells van atacar, aquesta vegada, la ciutat portuària de Narbona.